# Prime Evil
Prime Evil es el sexto álbum de estudio de la banda de heavy metal, Venom. Es el primero de los tres álbumes con el bajista y vocalista de Atomkraft, Tony Dolan.

## Lista de canciones
1. Prime Evil - 4:38
2. Parasite - 3:08
3. Blackened Are the Priests - 4:19
4. Carnivorous - 2:11
5. Skeletal Dance - 3:07
6. Megalomania - 5:25
7. Insane - 2:54
8. Harder Than Ever - 3:09
9. Into the Fire - 3:23
10. School Daze - 4:23
11. Live Like An Angel - Die Like A Devil - 3:05

"Megalomania" es un cover de Black Sabbath. "Live Like An Angel - Die Like A Devil" fue en principio escrita y grabada por la formación original de Venom. La versión en vinilo no incluía esta canción.

## Miembros
- Abaddon - Batería y percusión
- Mantas - Guitarra líder
- Al Barnes - Guitarra rítmica
- "The Demolition Man" - Bajo y voz

- Datos: Q1884058